# Адреса Леніна
«Адреса Леніна» (рос. «Адрес Ленина») — радянський дитячий художній фільм 1929 року про життя піонерів режисера Володимира Петрова. Фільм не зберігся.

## Сюжет
Ленінградські піонери, які влаштували дитячий клуб в старому занедбаному будинку, де колись жив В. І. Ленін, будують дитячий майданчик і рятують маленьку Фатіму, яку кинула тітка і вона опинилася замкненою у підвалі, що затоплює.

## У ролях
- Фатіма Гілязова —  дівчинка Фатіма
- Борис Литкін —  Борька
- Олександр Зав'ялов —  Шурка
- Катерина Корчагіна-Александровська —  тітка Фатіми
- Вероніка Бужинська —  Віра, піонервожата
- Федір Богданов —  член товариства «Друг дітей»
- Леонід Добровольський — епізод

## Знімальна група
- Режисер — Володимир Петров
- Сценарист — Борис Бродянський
- Оператор — В'ячеслав Горданов
- Художник — Микола Суворов